# جائزة اليابان الكبرى للدراجات النارية 2015
جائزة اليابان الكبرى للدراجات النارية 2015 هو سباق دراجات نارية أقيم بتاريخ 11 أكتوبر 2015 في حلبة موتيجي، اليابان. كان الجولة الخامسة عشر من أصل 18 في سباق الجائزة الكبرى للدراجات النارية موسم 2015. فاز الإسباني داني بيدروسا بفئة الموتو جي بي بينما جاء الإيطالي فالنتينو روسي في المركز الثاني وحصل على المركز الثالث الإسباني خورخي لورنزو.

## وصلات خارجية
- الموقع الرسمي